# Druhaja liha białoruska w piłce nożnej mężczyzn
Druhaja liha – trzecia ligowa klasa rozgrywkowa klubów piłki nożnej na Białorusi.
Początek rozgrywek w tej lidze datuje się na rok 1992. Obecnie występuje w niej 19 zespołów. Z końcem sezonu trzy najlepsze awansują na najwyższy poziom ligowy – Pierszaja liha.